# Adolf von Pommer Esche

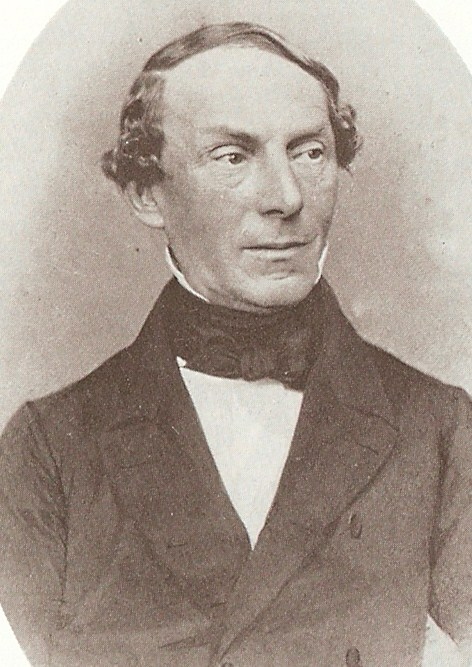
Adolf von Pommer Esche

Adolf Pommer Esche, seit 1813 von Pommer Esche, (* 24. Juni 1804 in Stralsund; † 7. Dezember 1871 in Koblenz) war ein preußischer Beamter. Zuletzt war er Oberpräsident der Rheinprovinz.

## Leben
Pommer Esche stammte aus einer vorpommernschen Familie. Sein Vater Johann Arnold Joachim Pommer Esche war 1813 in den schwedischen Adelsstand erhoben worden. Einer seiner Brüder war Johann Friedrich von Pommer Esche.
Er besuchte das Gymnasium Stralsund und studierte von 1823 bis 1826 Rechtswissenschaften sowie Kameralwissenschaften in Göttingen, Berlin und Heidelberg. Danach trat er als Auskultator in den preußischen Justizdienst ein. Im Jahr 1831 wurde er zum Assessor am Kammergericht in Berlin ernannt. Später wechselte er in die Verwaltung und war 1831 Hilfsarbeiter im preußischen Innenministerium in der Abteilung Handel und Gewerbe. Ein Jahr später wechselte er als Regierungsassessor zur Provinzialsteuerverwaltung der Rheinprovinz nach Köln. Im Jahr 1833 kehrte er als Regierungsrat ins Innenministerium zurück. 1835 wurde er zum geheimen Regierungsrat der Verwaltung für Handel, Fabrikation und Bauwesen mit Sitz in Berlin ernannt. Bereits ein Jahr später wechselte Pommer Esche als geheimer Finanzrat ins Finanzministerium und gehörte 1836 der Eisenbahnkommission an. Im Jahr 1839 wurde er zum geheimen Oberfinanzrat befördert und er gehörte seit 1842 dem preußischen Staatsrat an. Seit 1845 war er als Ministerialdirektor im Finanzministerium im Rang eines wirklichen geheimen Oberfinanzrates zuständig für das Handels-, Gewerbe-, Bau- und Eisenbahnwesen. Für kurze Zeit war er ab dem 5. November 1848 kommissarischer Leiter des Handelsministeriums. Von Dezember 1848 bis 1858 war Pommer Esche in diesem Unterstaatssekretär. Im Jahr 1849 gehörte er der ersten Kammer des preußischen Landtages an. Zwischen 1858 und 1871 war er Oberpräsident der Rheinprovinz. Im Jahr 1861 wurde er zum wirklichen geheimen Rat mit dem Prädikat Exzellenz ernannt. 
Er war verheiratet mit Julie, geb. Picht (1820–1903), einer Tochter des Gingster Pastors Adolph Wilhelm Picht. Einer seiner Söhne war Albert von Pommer Esche, der spätere Oberpräsident der Provinz Sachsen.